# Fenneralpheus chacei
Fenneralpheus chacei is een garnalensoort uit de familie van de Alpheidae. De wetenschappelijke naam van de soort is voor het eerst geldig gepubliceerd in 1986 door Felder & Manning.